# Хильдегер (виконт Лиможа)
Хильдегер (Hildegaire, лат. Eldegarius, Hildegrius) (ум. 943/947) — виконт Лиможа.
Сын Хильдеберта (Одеберта), умершего между 14 мая 904 и 1 мая 924. О нём практически нет никаких сведений.
Был женат на Тиберге, происхождение которой не выяснено. Дети:
- Жеро (ум. 988), виконт Лиможа
- Хильдеберт (Одеберт), упом. В 943 г.

Сын Хильдегера Жеро впервые упоминается в качестве виконта Лиможа в 974 году, и некоторые историки предполагают, что между ним и Хильдегером было ещё два виконта Лиможа, правивших приблизительно в 940—970 гг. Robert de Lasteyrie утверждает, что первого звали Фуше (Фульхерий), и он принадлежал к той же династии (возможно — старший сын Хильдегера). А второй — его сын Адемар, после смерти которого уже правил Жеро.
По мнению Сеттипани, виконт Фуше был племянником Хильдегера.